# جیانلوکا لوپی
جیانلوکا لوپی (انگلیسی: Gianluca Luppi؛ زادهٔ ۲۳ اوت ۱۹۶۶) بازیکن فوتبال اهل ایتالیا است.
از باشگاه‌هایی که در آن بازی کرده‌است می‌توان به باشگاه فوتبال فیورنتینا، باشگاه فوتبال یوونتوس، باشگاه فوتبال بولونیا، باشگاه فوتبال ونتزیا، باشگاه فوتبال آتالانتا، باشگاه فوتبال چزنا، و باشگاه فوتبال ناپولی اشاره کرد.